# Кладбище солнца
«Кладбище солнца» (яп. 太陽の墓場) — кинофильм режиссёра Нагисы Осимы, вышедший на экраны в 1960 году.

## Сюжет
Действие разворачивается в районе трущоб, где действует банда под руководством жестокого Сина. Нищета и беспросветность существования заставляет молодёжь вступать в банду, одним из новичков которой становится добродушный парень по имени Такэси. В центре интересов проходимцев и мошенников, населяющих трущобы, оказывается возглавляемый бескомпромиссной девушкой Ханако нелегальный бизнес по сбору крови у бедняков и последующей её продаже косметическим компаниям...

## В ролях
- Масахико Цугава[англ.] — Син, главарь банды
- Каёко Хоноо — Ханако
- Исао Сасаки — Такэси
- Фумио Ватанабэ — Ёсэхэй
- Каматари Фудзивара — Батаскэ
- Таниэ Китабаяси — Тика, жена Батаскэ
- Дзюндзабуро Бан — Ёцэмацу, отец Ханако
- Итиро Нагаи — Яри
- Эйтаро Одзава — Агитатор